# بيت الزبيري (أرحب)

تعديل مصدري - تعديل

بيت الزبيري هي إحدى قرى عزلة بني سليمان بمديرية أرحب التابعة لمحافظة صنعاء، بلغ تعداد سكانها 76 نسمة حسب تعداد اليمن لعام 2004.